# 숀 캠프

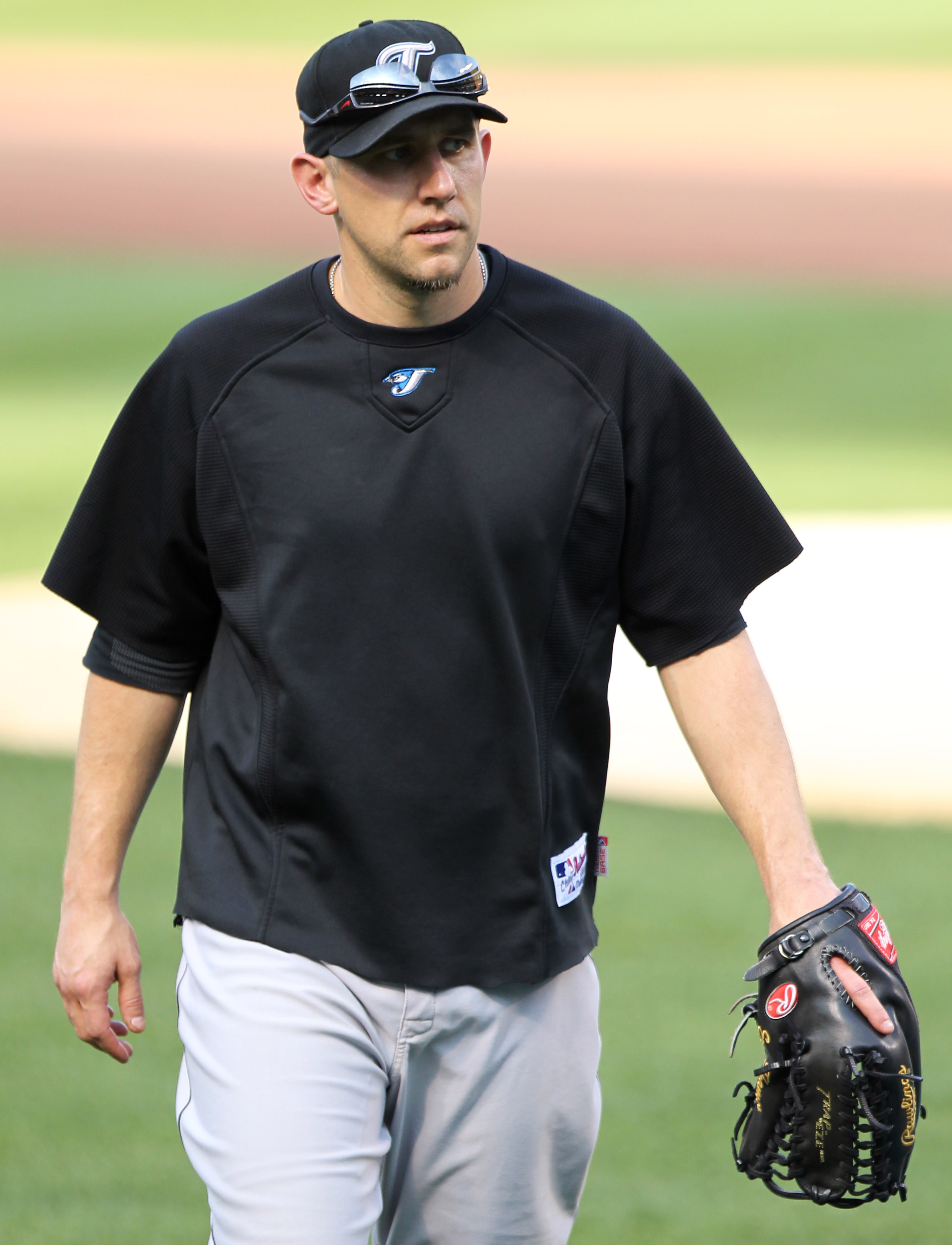
2011년 8월

숀 캠프(영어: Shawn Camp, 1975년 11월 8일 ~ )는 미국의 야구 선수이다.